# Hamon Group
Die Hamon Group ist ein belgischer Anlagenbauer, der vorwiegend Rückkühl- und Entstaubungssysteme für Kraftwerke baut.

## Produkte
Zu den Produkten gehören Naturzugkühltürme, Zellenkühler, Hybridkühltürme sowie Elektrofilter, Gewebefilter, Hybridfilter und Multizyklone. Die Tochtergesellschaft Hamon D’Hondt baut luftgekühlte Wärmetauscher, Hamon Deltak baut Abhitzedampferzeuger für den amerikanischen Markt.
In Deutschland baute die Hamon Group beispielsweise den Hybridkühlturm des Kohlekraftwerks Moorburg.

## Geschichte
1960 lizenzierte Hamon seine Kühltürme an die Firma Research-Cottrell, welche auf Frederick Gardner Cottrell zurückgeht. Diese baute in den nächsten 23 Jahren 60 Prozent der Kühltürme in den USA. 1985 wurden Spiro-Gills und Ateliers François d’Hondt, zwei Hersteller von Wärmetauschern und Luftkühlern für die Ölindustrie, übernommen. 1997 ging das vormalige Familienunternehmen an die Börse. 1998 übernahm Hamon Research-Cottrell.